# Frédérique de Saxe-Gotha-Altenbourg
Frédérique de Saxe-Gotha-Altenbourg (17 juillet 1715 - 2 mai 1775), est une noble allemande membre de la Maison de Wettin et par mariage duchesse de Saxe-Weissenfels.

## Biographie
Née à Gotha, elle est le quinzième de dix-neuf enfants nés du mariage de Frédéric II de Saxe-Gotha-Altenbourg et de Madeleine-Augusta d'Anhalt-Zerbst.
À Altenbourg, le 27 novembre 1734, Frédérique épouse le prince Jean-Adolphe II de Saxe-Weissenfels dont elle est la seconde épouse. Deux ans plus tard (1736), il hérite des domaines familiaux, après la mort de son frère aîné.
Leurs cinq enfants sont tous morts en bas âge, :
1. Charles-Frédéric-Adolphe, prince héréditaire de Saxe-Weissenfels (Weissenfels, 7 juin 1736 - Weissenfels, 24 mars 1737).
2. Jean-Adolphe, prince héréditaire de Saxe-Weissenfels (Weissenfels, 27 juin 1738 - Weissenfels, 21 octobre 1738).
3. Auguste-Adolphe, prince héréditaire de Saxe-Weissenfels (Weissenfels, 6 juin 1739 - Weissenfels, 7 juin 1740).
4. Jean Georges Adolphe, prince héréditaire de Saxe-Weissenfels (Weissenfels, 17 mai 1740 - Weissenfels, 10 juillet 1740).
5. Frédérique Adolphine (Weissenfels, 27 décembre 1741 - Langensalza, 4 juillet 1751).

Après la mort de son mari (1746), et à l'âge de 31 ans, Frédérique se retire au château de Langensalza. Peu de temps après, elle acquiert un jardin et de plusieurs terres dans l'est de la vieille ville, en face des remparts. Entre 1749-1751 est construit sous ses ordres un palais de style Rococo appelé le château Fredericka (en allemand : Friederikenschlösschen). Le bâtiment à toit mansardé est orné de lucarnes. Deux écuries flanquent le château. Le parc a une orangerie, et une maison de gardien, qui existe encore aujourd'hui. Le portail d'entrée porte une alliance des blasons de Saxe-Gotha-Altenbourg et de Saxe-Weissenfels. La duchesse douairière y meurt âgée de 59 ans. Elle est enterrée dans la Schlosskirche, à Weissenfels.
Après la mort de Frédérique, son ancien médecin personnel, Christian Friedrich Stöller, achète la propriété. De 1922 à 1990, le château est la possession d'Ida Marie Frites-Fiscowitsch. Grâce à des propriétaires privés jusqu'en 1945, l'intérieur est changé, mais l'extérieur est resté presque intact. Dans les années 1990, le château est devenu la propriété de la ville, et de 1994 à 2000, le château et le parc sont rénovés. Basé sur des plans historiques du château, le jardin est reconstruit dans le style bBaroque, sa structure de base à partir de 1751. Depuis 1946, le château et le parc sont utilisés pour des manifestations culturelles, et des mariages.